# Чиста хемија
Чиста хемија (енгл. Breaking Bad) америчка је телевизијска серија коју је створио Винс Гилиган за AMC. Радња је смештена у Албукеркију и прати Волтера Вајта (Брајан Кранстон), професора хемије у средњој школи који се окреће другој страни закона како би прехранио трудну супругу и сина са церебралном парализом, након што му је дијагностификован рак плућа. Заједно са бившим учеником Џесијем Пинкманом (Арон Пол), почео је да производи и продаје метамфетамин како би финансијски обезбедио породицу пре него што умре.
Емитована је од 20. јануара 2008. до 29. септембра 2013. Састоји се од пет сезона и 62 епизоде. Добила је изузетно позитивне рецензије критичара, који су посебно похвалили глумачку поставу, режију, фотографију, сценарио, причу и ликове. Прве три сезоне су имале солидну гледаност, која је знатно порасла пре премијере четврте сезоне када је Netflix почео да приказује серију. До емитовања последње епизоде, постала је најгледанија серија на кабловској телевизији у САД.
Сматра се једном од најбољих серија икад снимљених. Стекла је статус култне серије и освојила мноштво награда, међу којима је 16 награда Еми за програм у ударном термину, 8 награда Сателит, 2 награде Златни глобус, 2 награде Пибоди и 2 Филмске награде по избору критичара. Године 2013. ушла је у Гинисову књигу рекорда као најбоља серија икада.
Успех серије довео је до стварања истоимене франшизе. Преднаставак под називом Боље позовите Сола, у којој Боб Оденкирк, Џонатан Бенкс и Ђанкарло Еспозито понављају своје улоге из Чисте хемије, емитована је од 8. фебруара 2015. до 15. августа 2022. Наставак, Ел Камино: Чиста хемија филм, у коме главну улогу тумачи Арон Пол, приказан је 11. октобра 2019.

## Радња
Преквалификовани професор хемије у средњој школи, Волтер Вајт (Брајан Кранстон), сазнаје да има рак плућа у трећој фази и да има још максимално две године живота. Недуго након тога, Волтер одлази у рацију заједно са својим пашеногом, Хенком (Дин Норис), који ради у Управи за сузбијање наркотика (ДЕА). Тамо Волт угледа свог бившег ученика, Џесија Пинкмена (Арон Пол). Касније Волтер контактира Џесија и договарају се да заједно производе и продају метамфетамин, не би ли обезбедио новац неопходан за егзистенцију породице након његове смрти, и да би платио за своје лечење. Већ првих дана наилазе на бројне проблеме са локалним дилерима и дистрибутерима. Независно од тога, Волтер наставља да се бави производњом, и то под надимком „Хајзенберг”.
Волтер наставља производњу не би ли платио своје лечење. Иако је имао лоших искустава, наставља сарадњу са Џесијем. Ипак, један од Џесијевих пријатеља је убијен, а други ухапшен, па тако упадају у проблеме. Зато запошљавају адвоката, Сола Гудмана (Боб Оденкирк), који им препоручује да пронађу дистрибутера. За то време, Џеси и власница његовог стана, Џејн Марголис (Кристен Ритер) улазе у љубавну везу, али у међувремену почињу да користе хероин заједно, а она умире од предозирања. Сол их спаја са бизнисменом Густавом „Гасом” Фрингом (Ђанкарло Еспозито), коме продају велику количину метамфетамина и тако зарађују преко милион долара. Волт успева да му преда дрогу али зато пропушта рођење своје кћерке. Волтерова жена Скајлер (Ана Ган) постаје сумњичава због сталне одсутности свог мужа, па он онда напушта кућу и почиње самосталан живот.
Волтер касније признаје својој жени чиме се бави, а она због тога тражи развод. У међувремену, Волтер и Џеси се посвађају и одвајају производњу, па Волт наставља да ради са Гасом и новим помоћником Гејлом Бетикером (Дејвид Костабил), а Џеси почиње да производи и продаје самостално. Хенк покушава да ухапси Џесија, али је мексичка нарко банда покушала да изврши атентат на њега и он једва остаје жив и не успева да ухапси Пинкмена, али ипак преживљава. Волтер се плаши да ће Гас покушати да убије њега и Џесија једном када Гејл научи његове методе припремања метамфетамина и говори Џесију да убије Гејла, што овај и чини.
Гас пооштрава сигурност у лабораторији након Гејлове смрти. Гас и његов истражитељ Мајк (Џонатан Бенкс) раде на томе да посвађају Волтера и Џесија, желећи да натерају Џесија да буде њихов једини кувар, а истовремено елиминишу мексички картел. Скајлер прихвата Валтеров незаконити посао и сарађује са Солом како би му опрала новац. Хенк, док се опоравља, повезује Гејлову смрт са Гасом и трговином дроге. Гас отпушта Волтера и планира да убије Хенка. Волтер на превару успева да убеди Џесија да се окрене против Гаса и уверава бившег члана картела, Хектора Саламанку (Марк Марголис), да детонира бомбу коју је направио Волтер у соби у којој се налази Гас, убијајући обојицу.
Након Гасове смрти, Волтер, Џеси и Мајк покрећу нови посао. Када је њихов саучесник Тод (Џеси Племонс) убио дечака који је сведочио њиховој крађи метиламина, Џеси и Мајк продају свој удео њиховом конкуренту, Деклану (Луис Фереира). Волтер почиње да сарађује са Декланом и почиње да производи метамфетамин за њега, а Гасова бивша сарадница Лидија Родарт-Квејл (Лора Фрејзер) започиње дистрибуцију у Европи која је толико успешна да Волтер зарађује 80 милиона долара које закопава на индијанском резервату Тохаџили. Хенк схвата да је Волтер заправо „Хајзенберг” и покушава да пронађе доказе против њега. Волтер убија Мајка који је захтевао свој део новца и ангажује банду Џека Велкера (Мајкл Бауен) да убије Мајкове сараднике и Џесија. Банда убија Хенка, заробљава Џесија, а окреће се и против Волтера и узима већину његовог новца. Волтер користи остатак новца да побегне у Њу Хемпшир.
Волтер намерава да се преда, али одустаје од тога након што су његови пријатељи, Елиот и Гречен, свели на минимум његово учешће у покретању компаније Сива материја. Свој новац оставља у поверењу код Елиота и Гречен и даје им инструкције да га они доделе његовој деци. Волтер признаје Скајлер да се бавио производњом метамфетамина зато што му се то свидело. У Џековом скровишту, Волтер убија Џека и остатак његове банде даљинским управљаним митраљезом и ослобађа заробљеног Џесија, који убија Тода. Рањен након тога, тражи од Џесија да га убије, али Џеси одбија и одлази. Волтер одлази у Џекову лабораторију за производњу метамфетамина, коју разгледа са сећањима и у њој умире.

## Улоге

### Главне улоге
- Брајан Кранстон као Волтер Вајт − преквалификовани професор хемије из Албукеркија који, након што му је дијагностикован рак плућа, почиње да производити метамфетамин како би осигурао породицу након своје смрти. Не знајући ништа о трговини дрогом, он тражи помоћ од свог бившег ученика Џесија Пинкмена да прода метамфетамин који производи. Волтерово познавање науке и посвећеност квалитету довели су га до тога да произведе кристални метамфетамин који је чистији и „јачи” од било којег конкурента. Да би избегао заморну колекцију псеудоефедрина потребног за производњу, Волтер осмишљава алтернативни хемијски поступак за који је потребан метиламин, који даје његовом производу карактеристичну плаву боју. Његов кристални метамфетамин, којем је дато име на улици „Плаво небо”, доминира на тржишту, што доводи до сукоба са другим произвођачима и дилерима дроге. Волтер стиче злогласну репутацију под именом „Хајзенберг”.

- Ана Ган као Скајлер Вајт − Волтерова супруга. Имала је неколико незнатних извора зараде: писање кратких прича, продавање ствари на Ибеју, рад као књиговођа и на крају помагање свом супругу да пере новац. Скајлер и Волтер имају сина, Волтера млађег, као и новорођену ћерку Холи. Скајлер јако воли Валтера, али њихов брак постаје све напрегнутији због његових необјашњивих изостанака и бизарног понашања, што на крају води у њихову раздвојеност. Касније, када Волтер открије своју операцију, она му помаже у прању средстава. Купују аутопраоницу где је Волтер донедавно радио. Иако помаже Волтеру, она остаје незадовољна целокупном ситуацијом. Како Волтер полако постаје више „очврснути злочинац”, њене емоције страха и бриге за њега постају све распрострањеније.

- Арон Пол као Џеси Пинкмен − првобитно корисник метамфетамина, произвођач и дилер. У средњој школи је био равнодушан ученик на часовима хемије Волтера Вајта. Сада у средњим двадесетим, Џеси је Волтеров пословни партнер у трговини метамфетамином. Џеси је импулсиван, хедонистичан и необразован, али финансијски је амбициозан. Говори у сленгу, воли да носи одећу која прати најновије трендове у култури младих, игра видео игре, слуша реп и рокенрол музику и узима рекреативне дроге. Волтер се према Џесију понаша као према будаластом сину коме су стално потребне строге корекције. Џесијева породица га је избацила из своје куће због коришћења дроге. Упркос њиховом неслагању, он и Волтер имају дубоку везу оданости. Као резултат сарадње са Волтером, Џеси постаје изврстан кувар метамфетамина, што је на крају довело до његове велике потражње. Упркос свом злочиначком начину живота, Џеси је много савеснији од Волтера. Ужаснут је, нарочито током каснијих сезона, бруталношћу на вишим нивоима трговине дрогом, али наставља да сарађује са Волтером јер није сигуран шта још може да учини. Веома је заштитнички настројен према деци; његова жеља да држи децу ван света насилних дрога узрокује неколико кључних догађаја током серије. Бори се са осећајем кривице за смрт свих људи повезаних са дрогом, које је он познавао. Крајем пете сезоне надвладала га је кривица и његов „крвави новац”. Схвативши колико муке му је нанео новац, он га разбацује са прозора свог аутомобила на насумичне травњаке и тремове. У филму Ел Камино: Чиста хемија филм, Џеси креће у нови живот на Аљасци.

- Дин Норис као Хенк Шредер − Волтеров пашеног и Маријин супруг, који ради као агент Управе за сузбијање наркотика (ДЕА). Укључен је у истрагу дилера метамфетамина познатог као „Хајзенберг”, несвестан више од годину дана да је то заправо Валтер. Хенк има спољашњост каваљера, али у стварности мрачна страна његовог посла утиче на њега више него што му је стало да призна, што га повремено доводи до напада пост-трауматског стреса. Хенк је временом добио унапређење, па је из Албукеркија отишао да ради у Ел Пасу у Тексасу, али доживљава трауматичан догађај и враћа се у Албукерки. Упркос својој дрскости, Хенк је високо компетентан у свом послу и дубоко брине о својој породици. Хенк је на крају унапређен у помоћника специјалног агента задуженог за ДЕА у Албукеркију, али је и даље одлучан у решавању случаја „Хајзенберг”, што га на крају доводи до његове смрти.

- Бетси Брант као Мари Шредер − Скајлерина сестра, Хенкова супруга и Волтерова свастика. Мари ради као радиолошки технолог. Она се не устручава да понуди савете другима, али често не успева да практикује оно што проповеда. Она компулзивно краде - наизглед манифестни симптом клептоманије - и због тог понашања иде у посете терапеуту. Изгледа егоцентрично и површно, али дубоко брине за супруга и породицу своје сестре. Скоро сви њени предмети за домаћинство и одећу су у нијансама љубичасте боје.

- Ар Џеј Мит као Волтер Вајт млађи − Волтеров и Скајлерин син тинејџер и Холин старији брат. Има церебралну парализу, што манифестује у потешкоћама са говором и ослабљеном моторичком контролом, за шта користи штаке (које Мит, који има блажу варијацију церебралне парализе, не користи). Огорчен сталном свађом својих родитеља, Волтер млађи покушава да успостави независни идентитет, инсистирајући на томе да га зову Флин и моли свог најбољег пријатеља Луиса да га научи да вози. Када открије да његов отац има рак, Волтер млађи мења свој став и креира веб страницу „www.savewalterwhite.com” која тражи и прикупља донације у покушају да помогне у плаћању лечења очевог рака. Волтеров адвокат, Сол Гудман, организује талас измишљених „донација” прикупљених из Волтеровог новца од дроге, како би га опрали и такође учинили да напори Волтера млађег изгледају успешни. Кад се Скајлер и Волтер раздвоје, Волтер млађи, без икаквог објашњења иједног од родитеља, увиђа само да је његова мајка (из његовог гледишта) необјашњиво избацила његовог смртно болесног оца из куће, а он узима очеву страну и престаје да одговара на име Флин. Остаје несвестан очевог бављења дрогом све до тренутка, када је Мари, уверена да је Хенк ухапсио Волтера, приморала Скајлер да открије целу истину свом сину. Сазнавши да је отац повезан са Хенковом смрћу, Валтер млађи погрешно закључује да је његов отац убио Хенка. Осећајући се изданим, он позива полицију када његов отац одбије Скајлерин напад ножем, на тај начин присиљавајући Волтера да их напусти и који на крају завршава на листи најтраженијих. Волтер касније покушава да разговара са својим сином преко телефона и да му пошаље 100 хиљада долара Луисову адресу; међутим, Валтер млађи љутито одбија и прекида везу.

- Боб Оденкирк као Сол Гудман − адвокат који заступа Волтера и Џесија и пружа комичну улогу у серији. Носи одела дречећих боја, одржава широке везе у злочиначком подземљу и служи као посредник приликом повезивања дистрибутера дрога, проналазача доказа, имитатора и других криминалаца који га унајмљују. Упркос свом блиставом изгледу и маниризму - који је наглашен невероватним нискобуџетним ТВ рекламама - Сол је високо компетентан адвокат који је у стању да реши проблеме и пронађе рупе у циљу заштите својих клијената. Такође се нерадо повезује са насиљем или убиствима. Сарађује са Гасом и Мајком како би помогао у покривању њиховог пословања са дрогом и помаже при упознавању Волтера и Џесија са Гасом као потенцијалним купцем. Он такође помаже Волтеру и Скајлер да оперу новац од дроге и пружи правну помоћ Џесију и његовим пријатељима који се баве дрогом. Када Гасов и Волтеров посао пропадну, а Хенк открије Волтеров идентитет „Хајзенберга”, Сол користи услуге „нестанка” и сели се у Омаху, Небраска, под именом Џин Такавик, где води продавницу пецива, остајући параноичан да га неко из његове прошлости може препознати.

- Ђанкарло Еспозито као Густаво „Гас” Фринг − Чилеанац власник ресторана Лос Пољос Ерманос, изузетно успешног ланца ресторана са прженом пилетином. Такође је јавни присталица ДЕА и члан болничког одбора. Међутим, упркос спољним изгледима, Гас је вођа нарко картела који је у почетку био повезан са мексичким нарко картелом, који своје ресторане користи као фронт за дистрибуцију метамфетамина на америчком југозападу. Попут Волтера Вајта, Гас је криминалац који се „крије на отвореном”, користећи своју филантропију против дрога да би прикрио своју праву природу. Гас је првобитно основао Лос Пољос Ерманос у Мексику неколико година раније, али је емигрирао у Сједињене Државе након што су Дон Еладио и Хектор Саламанка убили његовог кувара метамфетамина, пословног партнера и блиског пријатеља, Максимина Аркиниегу као казну за наводно вређање Еладија. Гас покушава да створи сопствени извор метамфетамина и елиминише своје ослањање на картел изградњом „супер-лабораторије”, смештене испод индустријске праонице веша. Гас у почетку планира да Гејл буде његов кувар, али када открије врхунски квалитет Волтеровог плавог мета, ангажује Волтера и невољно дозвољава Џесију да буде Волтеров помоћник. То доводи до низа сукоба који кулминирају тиме што је Џеси убио Гејла на Волтеров наговор, тако спасивши Волтеров живот чинећи га незаменљивим за Гаса. Веза између Џесија и Волтера посустаје као резултат Џесијеве кривице, омогућавајући Гасу да привуче Џесија као савезника. Знајући да је његов живот и даље у опасности, јер се Џеси показао готово једнако способан као Волтер у лабораторији, Волтер наговара Џесија да пружа информације које Волтер користи за постављање замке за Гаса. Током посете Хектору у његовом старачком дому, Гас планира да коначно оконча Хекторов живот, али прекасно схвата да су га преварили. Хектор покреће бомбу коју је направио Волтер, убијајући себе, Гаса и Гасовог помоћника.

- Џонатан Бенкс као Мајк Ермантраут − бивши полицајац из Филаделфије, који ради за Гаса, а повремено и Сола као приватни истражитељ, шеф обезбеђења, чистач и плаћени убица. Мајк је смирен и прорачунат човек који ефикасно обавља своје дужности за Гаса, користећи своје велико знање о полицијским процедурама да то учини без откривања. Појављује се у филму Ел Камино: Чиста хемија филм, где он и Џеси разговарају о својим плановима пре него што су напустили посао са дрогом. Мајкова сугестија о новом животу на Аљасци покреће Џесијеве амбиције након његовог бекства од банде Џека Велкера.

- Лора Фрејзер као Лидија Родарт-Квејл − директорка компаније Мадригал Електромотив ГмбХ, радећи из канцеларије компаније у Хјустону у Тексасу. Првобитно ради са Гасом Фрингом као завереница и добављач хемикалија потребних за његово пословање са дрогом на америчком југозападу. Након Гасове смрти почиње да добавља метиламин потребан Волтеру, Џесију и Мајку, а такође проширује њихово пословање на Европу.

- Џеси Племонс као Тод Алквист − истребљивач у фирми Вамонос Пест, компанији за запрашивање коју су Волтер, Мајк и Џеси користили као фронт за њихов посао са метамфетамином након Гасове смрти. Тод и остали запослени у Вамоносу су такође провалници, прикупљају информације из кућа које шаљу и продају их странкама. Помаже им у пљачки метиламина из теретног воза и убија дечака који се нашао на месту злочина. Његов ујак Џек Велкер предводи банду са везама које би могле да буду од користи за операције са метамфетамином. Након што је банда ухватила Џесија, Тод убеђује свог ујака да присили Џесија да кува метамфетамин уместо да га убије. Џеси спрема серију са нивоом чистоће упоредивим са Волтеровим. Тодова лоша страна поново је приказана када он пуца и убија Џесијеву бившу девојку Андреу, као казну за Џесија због покушаја бекства, али се љубазно извини пре него што је упуца. Месецима касније, Волтер убија Џекову банду тако што је преко даљинског активирао митраљез М60 инсталиран у пртљажнику свог аутомобила. Тод преживљава, али Џеси га је задављује ланцима својих лисица.

### Споредне улоге
- Стивен Мајкл Кезада као Стивен „Гоми” Гомез − Хенков партнер у ДЕА и најбољи пријатељ који помаже у проналажењу и откривању идентитета Хајзенберга. У комичним ситуацијама између њега и Хенка, Гомез служи као „озбиљнији човек”.
- Мет Џоунс као Брендон „Беџер” Мејхју − Џесијев будаласт пријатељ и наркоман, који често игра комичну улогу у серији.
- Чарлс Бејкер као Скини Пит − Џесијев пријатељ и колега у диловању.
- Родни Раш као Кристијан „Комбо” Ортега − такође Џесијев пријатељ и колега у диловању.
- Џесика Хехт и Адам Годли као Гречен и Елиот Шварц − сувласници компаније „Сива материја”, коју су основали заједно са Волтером, који је напустио посао пре његовог великог успеха. Гречен је била Волтерова девојка и делимичан разлог због којег је отишао.
- Рејмонд Круз као Туко Саламанка − социопатски мексички краљ дроге који постаје дистрибутер Волтеровог и Џесијевог метамфетамина.
- Марк Марголис као Хектор Саламанка − некадашњи високи члан мексичког картела, који сада не може да хода и говори због можданог удара, комуницира уз помоћ звонцета. Стриц је Тука, Марка и Леонела Саламанке.
- Кристофер Казинс као Тед Бенеки − Скајлерин шеф и председник компаније „Бенеки Фабрикаторс”, која почиње да се суочава са развојем финансијских проблема, што резултира Скајлерином интервенцијом.
- Кристен Ритер као Џејн Марголис − управитељица Џесијевог стана и његова девојка, која се опоравља од зависности.
- Џон де Ланси као Доналд Марголис − Џејнин отац и контролор летења.
- Дејвид Костабил као Гејл Бетикер − хемичар кога је Гас унајмио да ради са Волтером.
- Данијел и Луис Монкада као Леонел и Марко Саламанка − двојица немилосрдних и непричљивих убица мексичког картела, који су рођаци Тука Саламанке и нећаци Хектора Саламанке.
- Емили Риос као Андреа Кантиљо − Џесијева друга девојка, која се такође опоравља од зависности. Мајка је младог дечака, Брока.
- Јеремија Бицуи као Виктор − лојални Гасов радник и његов извршилац заједно са Мајком.
- Реј Кембел као Тајрус Кит − Гасов извршилац током четврте сезоне заједно са Мајком.
- Лавел Крофорд као Хјуел Бабино − Солов телохранитељ који такође решава проблеме које Волтер треба да среди.
- Тина Паркер као Франческа Лиди − Солова рецепционерка.
- Бил Бер као Патрик Куби − унајмљени Солов преварант који се бави разним осетљивим задацима који укључују вербално застрашивање, принуду и погрешно упућивање.
- Мајкл Бауен као Џек Велкер − Тодов ујак и вођа Аријевског братства, банде белих супериориста.
- Кевин Ранкин као Кени − Џеков другокомандујући.

### Специјални гости
- Дани Трехо као Тортуга − члан мексичког картела и информатор ДЕА.
- Ди Џеј Куалс као Гец − полицајац који је привео Беџера под полицијски надзор, што је подстакло Волтера да се потражи помоћ од Сола.
- Џим Бивер као Лосон − трговац оружјем који је набавио Волтеру неколико пиштоља.
- Стивен Бауер као Дон Еладио Вуенте − вођа мексичког картела коме Гас омогућава дистрибуцију на америчком југозападу.
- Роберт Форстер као Ед Галбрејт − сервисер усисивача који потајно ради као стручњак за креирање нових идентитета.

## Епизоде
| Сезона | Сезона | Епизоде | Епизоде | Оригинално емитовање | Оригинално емитовање |
| Сезона | Сезона | Епизоде | Епизоде | Премијера            | Финале               |
| ------ | ------ | ------- | ------- | -------------------- | -------------------- |
|        | 1.     | 7       | 7       | 20. јануар 2008.     | 9. март 2008.        |
|        | 2.     | 13      | 13      | 8. март 2009.        | 31. мај 2009.        |
|        | 3.     | 13      | 13      | 21. март 2010.       | 13. јун 2010.        |
|        | 4.     | 13      | 13      | 17. јул 2011.        | 9. октобар 2011.     |
|        | 5.     | 16      | 8       | 15. јул 2012.        | 2. септембар 2012.   |
|        | 5.     | 16      | 8       | 11. август 2013.     | 29. септембар 2013.  |
|        | Филм   | Филм    | Филм    | 11. октобар 2019.    | 11. октобар 2019.    |

## Продукција

### Идеја
Аутор серије Чиста хемија је Винс Гилиген који је неколико година провео као сценариста Фоксове популарне серије Досије икс. Гилиген је желео да креира серију у којој главни протагониста постаје антагониста: „Историјски гледајући телевизијске серије су добре у одржавању карактеристика ликова који су углавном исти па сама серија може трајати годинама, чак и деценијама,” изјавио је „Када сам то схватио следећи логичан корак ми је био како да направим серију у којој је један од главних мотива промена?” Гилиген је додао да је његов примарни циљ са Волтером Вајтом био да га претвори од господина Чипса (лик из романа Збогом господине Чипс) у Тонија Монтану (лик из филма Лице са ожиљком).
Оригинални наслов серије, Breaking Bad, произашао је из америчког јужњачког израза који значи „raising hell” (у слободном преводу „узбуркати пакао”), а Гилиген га је изабрао како би њиме описао Волтерову трансформацију. Према мишљењу уреднице забавне рубрике часописа Тајм, Лили Ротман, сам израз има пуно шире значење и заправо се ради о старој фрази која „означава пуно горе насиље од 'узбурканог пакла'”. Те две речи садрже широки дијапазон нијанси: to 'break bad' може значити „подивљати”, „пркосити ауторитету”, „кршити закон”, али такође може да значи и бити вербално „ратоборан односно претећи”; а када га следи префикс он може да значи и бити „потпуно доминантан или понизити другога”.
Идеју за серију Гилиген је осмислио током разговора са својим колегом сценаристом Томасом Шнауцом, у којем су причали о томе како су тренутно незапослени па су се шалили на властити рачун у вези проналаска излаза из њихове ситуације креирањем „лабораторије за производњу метамфетамина у камперском возилу и вожњом по земљи кувајући дрогу и зарађујући новац.” Пре него што је серија завршила са емитовањем Гилиген је изјавио да је Волтера Вајта било доста тешко написати будући је лик изразито мрачан и морално упитан: „Серија ће ми свакако недостајати кад се заврши, али с једне стране то ће бити и олакшање због тога што ми Волт више неће бити у глави.” Kако је серија одмицала, Гилиген и остатак сценариста чинили су Волтера изразито несимпатичним ликом. Током трајања серије Гилиген је у једном интервјуу рекао: „Волтер од протагонисте постаје антагониста. Желимо да се људи запитају за кога навијају у причи и зашто.” Брајан Кранстон је током четврте сезоне изјавио: „Мислим да је Волт до сада схватио да је боље бити онај који прогања него онај којег прогањају. Он је на сигурном путу да постане застрашујући лик.”
Док је презентовао премису серије разним студијима, Гилиген је постао обесхрабрен кад је сазнао да на телевизији већ постоји серија са сличном причом − Трава. Премда су га продуценти уверавали да је његова серија и даље доста другачија и да постоји могућност да постане успешна, Гилиген је касније признао да не би уопште представио своју идеју да је пре тога знао да Трава већ постоји.

### Развој серије
За прву сезону телевизијска мрежа AMC наручила је девет епизода (укључујући и пилот епизоду), али је штрајк сценариста 2007/08. године ограничио продукцију на седам епизода. У првобитним верзијама сценарија, место радње серије било је Риверсајд у Калифорнији, али на предлог компаније Сони све је премештено у Албукерки у Новом Мексику због финансијске уштеде. Када је Гилиген схватио да промена места радње значи да ће у кадровима усмеренима према истоку „морати константно да избегава планине Сандија” комплетна продукција и радња серије премештени су на ту локацију. Цела серија снимљена је на 35 мм филму уз употребу дигиталних камера у ситуацијама када су се снимали кадрови из тачно одређених углова или кадрови из позиције посматрача. Свака епизода серије наводно је коштала 3 милиона долара, много више од уобичајене цене епизоде неке серије кабловске телевизије.
У јулу 2011. године, аутор Винс Гилиген изјавио је да намерава да оконча серију са петом сезоном. Раног августа исте године између телевизијске мреже AMC и компаније Sony Pictures Television започели су преговори око продукције пете и последње сезоне серије. AMC је предложила скраћену пету сезону (шест до осам епизода, уместо уобичајених тринаест) како би се смањили финансијски трошкови, али су продуценти ту идеју одбили. Након тога је Сони приступио другим кабловским телевизијама око могућности преузимања целе продукције услед немогућности договора са AMC-ом. Дана 14. августа, AMC је службено обновио серију за пету и последњу сезону која се састојала од 16 епизода.

### Додела улога
Винс Гилиген дао је улогу Волтера Вајта Брајану Кранстону због тога што су њих двојица заједно већ радили на епизоди научно-фантастичне серије Досије икс у којој је Гилиген био један од сценариста. У наведеној епизоди наслова „Drive” Кранстон глуми Патрика Крампа, антисемита који болује од смртоносне болести и као таоца узима главног протагонисту серије Фокса Молдера (Дејвид Дуковни). Гилиген је изјавио да лик Вајта треба истовремено бити гнусан и симпатичан и да је „Брајан једини глумац који може да изведе тај трик. А дефинитивно се ради о трику. Немам појма како му то успева.” Тадашњи водитељи продукције AMC-а били су изразито невољни према одабиру главног глумца, познавајући Кранстона једино из хумористичке серије Малколм у средини па су се упустили у разговоре са Џоном Кјузаком и Метју Бродериком и понудили им улогу Вајта. Када су оба глумца одбила, продуценти су прихватили Кранстона након што су погледали споменуту епизоду Досијеа икс.
Сам Кранстон направио је знатан допринос формацији и развоју карактера Волтера Вајта. Иако је Гилиген током раног развоја серије већину Волтерове прошлости оставио необјашњеном, глумац је сам написао властиту историју свог лика. На почетку серије Кранстон се угојио 5 килограма како би физичка пропаст лика била што уверљивија, а такође је и делове своје природно црвене косе офарбао у смеђе. Блиско је сарађивао са костимографкињом Кетлин Деторо па је Вајт углавном носио одећу неутрално зелене и смеђе боје како би се сам лик учинио бледим и незанимљивим, а у договору са шминкерком Фридом Валензуелом пустио је бркове које је касније описао „импотентнима” који личе на „мртву гусеницу”. Кранстон је константно упозоравао на елементе у сценаријима око којих се није слагао (поготово када је развој његовог лика био у питању), а у неким тренуцима ишао је толико далеко да је звао Гилигена када није могао да пронађе компромис са сценаристима серије. Изјавио је да је за начин како се Вајт физички држи инспирацију пронашао у свом оцу: „Увек помало погрбљено, никад усправно, као да се тежина целог света обрушила на рамена тог човека”. У контрасту са његовим ликом, многи су за време снимања серије изјавили да је глумац Кранстон изразито забаван, а колега Арон Пол ишао је толико далеко да га је описао као „дете заробљено у телу човека”.
Гилиген је првотно замислио да лик Џесија Пинкмена којег у серији тумачи Арон Пол на крају прве сезоне буде убијен услед пропалог договора око дроге, а све како би Волтера започелада мучи грижња савести. Међутим, Гилиген је већ до друге епизоде серије био импресиониран Половом перформансом, па је изјавио да би „убиство Џесија била грешка епских пропорција”.

### Научна аутентичност
Дона Нелсон, професорка органске хемије на Универзитету у Оклахоми, проверавала је сценарије и предлагала одређене дијалоге. Такође је слагала хемијске структуре и писала хемијске једначине које су коришћене у серији. Винс Гилиген је изјавио: „Др Дона Нелсон нас је контактирала и рекла да јој се серија стварно свиђа и да ће нам изаћи у сусрет ако нам икада затреба помоћ у вези хемије. Била је одличан саветник. Kад год нам је требала помоћ, без обзира да ли се радило о хемији, инжењерству или физици − обратили смо јој се. Покушавамо да будемо максимално тачни у свему што радимо. На сету не постоји особа која пуно радно време ради као саветник, али пре него што се упустимо у снимање одређених сцена консултујемо се са стручњацима.” Такође је додао: „На почетку серије Волтер Вајт разговара са својим ученицима, па сам тај део дијалога могао да спустим на одређени ниво, али када је прича постала компликованија била ми је потребна помоћ правих хемичара”. Према Гилигену, Нелсонова „проверава сценарије и пази да су дијалози у којима се спомиње хемија исправни и тачни. За серију такође користимо и хемичара из Даласа који ради за Управу за сузбијање наркотика (ДЕА), а који нам је био од велике помоћи”.
Један од најважнијих заплета у серији је кристални метамфетамин који Волтер „кува”, а који има врло дугачке кристале, изразито је чист и, упркос својој чистоћи, има јаку плаву боју. Истински чист кристални метамфетамин у стварности би био прозирне или беле боје. Међутим, упркос томе у серији је истакнуто да су припадници конкуренције који се такође баве производњом метамфетамина бојали свој производ у плаво како би преварили муштерије да помисле да је реч о Волтеровој високо-квалитетној дроги.
У чланку „Die Chemie bei Breaking Bad” аутори Тунга Салтхамер и Фалк Харниш дискутују о веродостојности хемије приказане у одређеним сценама. Према мишљењу њих двоје, хемија је у серији приказана искључиво као наука производње без претераног објашњавања о аналитичким методама које се користе. Са друге стране, озбиљне научне теме убачене су у дијалоге како би се гледаоцима на тај начин објаснила изузетно важна улога хемије у целој причи.

### Технички аспекти
Од друге сезоне надаље Мајкл Словис био је главни сниматељ серије, а за свој је рад прикупио хвалоспеве критике и филмске струке. Критичари су изразито хвалили одважан визуелни стил серије. Премда су аутор Винс Гилиген и сниматељ Словис желели да серију снимају у CinemaScope-у, компанија Сонy и телевизијска мрежа AMC нису им одобрили наведено. Гилиген је спомињао вестерн филмове редитеља Серђа Леонеа као референцу на изглед серије. За свој фотографски рад, Словис је зарадио четири номинације за престижну телевизијску награду Еми у категорији најбоље фотографије за драмску серију.
Kели Диксон је била једна од главних монтажерки серије, а монтирала је већину тзв. „метамфетаминских монтажа”. За наведене монтаже користила је технике прескакања кадрова и убрзавања односно успоравања кадрова по потреби. За свој рад на серији добила је шест номинација за престижну телевизијску награду Еми у категорији најбоље монтиране драмске серије, а једну је и освојила 2013. године.

## Теме и симболика

### Моралне последице
У интервјуу за Њујорк тајмс, аутор Винс Гилиген изјавио је да је једна од најважнијих порука серије та да „дела имају своје последице”. Детаљно је покушао да објасни филозофију саме серије:
Ако је религија дело човека и ничега више, у том случају ми се чини да она представља човекову жељу да кривци буду кажњени. Мрзим да мислим о Идију Амину који је након свега што је учинио побегао у Саудијску Арабију, где је живио последњих 25 година свог живота. То ме изузетно боли. Сматрам да мора да постоји одређено библијско покајање или правда или нешто слично. Волим да верујем да постоји заслужена казна, да карма у неком тренутку узврати ударац, чак и ако до тога треба да чекамо годинама и деценијама. Моја девојка има ту своју филозофију која ми се јако свиђа: „Желим да верујем да постоји рај. Али одбијам да поверујем да не постоји пакао”.
У чланку у којем се серија пореди са серијама Породица Сопрано, Људи са Менхетна и Доушници, аутор Чак Kлостерман је истакао да је Чиста хемија „темељена на неугодној премиси да постоји непобитна разлика између онога што је исправно и онога што није, као и да је реч о јединој серији у којој ликови имају стварну контролу над избором каквим животима желе да живе.” Kлостерман надодаје да је централно питање серије „Шта је то што човека чини 'лошим' − јесу ли то његова дела, мотиви или пак његове свесне одлуке да буде лоша особа?” У истом чланку Kлостерман закључује да су у свету серије Чиста хемија „добро и зло компликовани избори, односно да нису другачији од ичега другог.”
Рос Дута из Њујорк тајмса, у одговору на Kлостерманов чланак, упоређује серије Чиста хемија и Породица Сопрано истичући да су обе серије „моралне драме”. Дута надодаје да Волтер Вајт и Тони Сопрано „представљају одраз проблема као што су зло, проклетство и слободна воља”. Волтер је човек који „намерно напушта светлост и одлази у таму” док је Тони „неко ко је рођен и одрастао у тами” и који упорно „одбија мноштво прилика да се извуче према светлу”.

### Оданост породици
Kроз цело своје трајање, серија се бави истраживањем веза главних ликова према њиховим породицама. Волтер своју одлуку о почетку производње метамфетамина и претварању у криминалца брани жељом да збрине своју породицу. У трећој сезони он покушава да изађе из посла због тога што му Скајлер прети разводом. Гас га наговара да остане, говорећи му да је посао сваког мушкарца да брине о својој породици, премда га иста не воли. У последњој епизоди серије, међутим, Волтер коначно признаје Скајлер да је његова главна мотивација за све што је радио била властити интерес, упркос чињеници да је за њу и њихову децу у тајности осигурао 9,72 милиона долара. Џесијеву усамљеност у ранијим сезонама серије могло би се деломично објаснити кроз одлуку његових родитеља да га избаце из куће због проблема са конзумацијом дроге. Управо та одвојеност од родитеља приближава га Џејн, чији јој отац нон-стоп приговара за њено дрогирање. Када се Волтер сусретне са Џејниним оцем, он о Џесију прича као о свом нећаку и признаје да не може допрети до њега. Џејнин отац му одговара да мора да настави да покушава, јер сматра да се од породице не сме одустати због тога што ништа друго не постоји у човековом животу. Џејнина смрт на крају друге сезоне, а коју Волтер намерно није спречио, главни је разлог због чега њен отац као контролор лета узрокује судар авиона.
Чак и много „чвршћи” ликови у серији (односно ликови који не подлежу олако емоцијама) одржавају везе са својим породицама. У другој сезони Туко Саламанка проводи време негујући свог физички онеспособљеног стрица Хектора. Када Хенк убије Тука, његови рођаци се заклињу на освету. Њихова дела су детаљно објашњена кроз употребу флешбек сцене у којој им Хектор објашњава да је „породица све”. Франшиза брзе хране Лос Пољос Ерманос, Густава Фринга, у преводу значи „Пилећа Браћа”. Назив је директна алузија на чињеницу да су франшизу покренули Гас и Макс, човек са којим је Гас, очито, имао врло блиску повезаност. Када Хектор Саламанка убије Макса, Гас се заклиње да ће уништити комплетну Хекторову породицу. У првом делу пете сезоне објашњено је да разлози због чега се Мајк Ермантраут налази у том послу леже у његовој жељи да осигура будућност своје унуке, а у једној од последњих сцена видимо га како се налази у недоумици да ли треба да остави унуку саму у парку и да побегне, након што добије дојаву да полиција долази да га ухапси. Током другог дела пете сезоне, аријевац Џек Велкер упозорава да треба „бити одан породици” и не убија Волтера на молбу свога нећака Тода Алквиста, који гаји страховито поштовање према Волтеру. Kасније, Лидија Родарт-Квејл у више наврата моли Мајка да је остави у стану како би њена ћерка могла да је пронађе и тако не помисли да ју је мајка напустила. Попут Волтера и Мајка, и Лидија се налази у послу са дрогом како би обезбедила своју кћерку, а глумица Лора Фрејзер је у једном интервјуу изјавила да је Лидијина ћерка важна због тога што „Лидија на тај начин оправдава све оно што је себи учинила”.

### Ружичасти плишани медведић
Један од главних мотива у другој сезони серије је приказ оштећеног плишаног медведића и ока које му недостаје. Плишани медведић први пут се појављује на крају музичког спота „Fallacies” Џесијевог бенда „TwaüghtHammër”, а који је објављен као вебизода у фебруару 2009. године пре почетка емитовања друге сезоне. Плишани медведић такође се може видети и на зидном муралу у Џејниној соби током последње епизоде друге сезоне, чиме се још више појачава веза између судара авиона и саме Џејн. У свеукупно четири епизоде друге сезоне плишани медведић је приказан у тзв. „флешфорвардима”, а када се имена тих епизода споје открива се реченица: „Seven Thirty-Seven down over ABQ” (у слободном преводу „737 пао изнад Албукеркија”). Све сцене радњом смештене унапред (тзв. „флешфорварди”) снимљене су у црно-белој техници, са изузетком који представља ружичасти плишани медведић, чиме се желело одати признање филму Шиндлерова листа који је такође снимљен као црно-бели филм изузев једне сцене у којој девојчица хода гетом носећи црвени капутић. На крају сезоне Волтер индиректно изазива судар два авиона изнад његовог града; тада се открива да је ружичасти плишани медведић испао из једног од два авиона и завршио у базену породице Вајт. Винс Гилиген изјавио је да је авионска несрећа покушај визуализације „одвратне беде у коју је Волтер уплео све оне које воли” и да је реч о „Божјој пресуди”.
У првој епизоди треће сезоне, Волтер проналази пластично око које недостаје плишаном медведићу у филтеру базена. Телевизијски критичар Мајлс Мекнат прогласио је наведену сцену „симболом штете за коју се Волтер осећа одговорним”, а новине The A.V. Club коментарисале су да том сценом „ружичасти медведић наставља са оптуживањем”. Обожаваоци и критичари упоређивали су лице ружичастог медведића са сценом лица Гаса Фринга на самом крају четврте сезоне серије.
Дана 29. септембра 2013. године, плишани ружичасти медведић скупа са осталим реквизитима из серије продат је на аукцији одржаној на дан емитовања последње епизоде.

### Волт Витман
Име Волтера Вајта подсећа на име песника Волта Витмана. У серији Гејл Бетикер даје Волтеру копију Витманове збирке песама Влати траве. Пре него што му је поклонио, Гејл је изрецитовао песму „When I Heard the Learn'd Astronomer”. У епизоди „Bullet Points”, Хенк проналази иницијале В.В. написане у Гејловим белешкама и са Волтером се шали да су то његови иницијали, премда га Волтер уверава да се вероватно односе на Витмана.
У епизоди „Hazard Pay”, док поспрема своју спаваћу собу, Волтер проналази копију књиге Влати траве, кратко се насмеје и почиње да је чита. Све то догађа се у тренутку док се сам Волтер налази на врхунцу свог живота, када осећа да све долази на своје место и да му све полази за руком. Песма у књизи названа „Song of Myself” (у слободном преводу „Песма самоме себи”) темељена је на једном од таквих осећаја и продубљује везу између Волтеровог живота и Витманове поезије. Последња епизода првог дела пете сезоне назива „Gliding Over All” насловљена је према 271. песми књиге Влати траве. У овој епизоди, Хенк проналази књигу у Волтеровом купатилу, отвара је и на корицама са унутрашње стране налази руком написану посвету: „Мом другом омиљеном В.В.-у. Част је радити са тобом. С љубављу, Г.Б.”. Након што прочита посвету, Хенк видно остаје у шоку, коначно схватајући истину о Волтеру. Истовремено, том сценом направљен је и увод у други део пете сезоне, уједно и завршно поглавље целе серије.

## Пријем и наслеђе
|  |

Серија Чиста хемија побрала је хвалоспеве телевизијских критичара широм света, а од стране многих проглашена је као једна од најбољих серија свих времена. На популарној интернет страници Метакритик која се бави прикупљањем филмских и телевизијских критика, прва сезона има просечну оцену 73/100, друга 84/100, трећа 89/100, четврта 96/100, а пета 99/100. Амерички филмски институт је серију сместио међу десет најбољих серија 2008, 2010, 2011, 2012. и 2013. године. Године 2013. часопис TV Guide поставио ју је на девето место своје листе најбољих телевизијских серија у историји. До краја свог емитовања, серија је била један од најгледанијих програма америчке кабловске телевизије, уз напомену да се гледаност између четврте и пете сезоне емитовања дословно удвостручила. Године 2016. популарни магазин Rolling Stone серију Чиста хемија ставио је на треће место своје листе „сто најбољих телевизијских серија свих времена”.
Прва сезона серије добила је позитивне оцене филмске струке. Kритичарка New York Post-а, Линда Стаси, хвалила је серију, а поготово глумачке изведбе Кранстона и Пола уз напомену: „Задивљујуће је колико су Кранстон и Пол добри. Волела бих да кажем да су пронашли савршену хемију, али срам ме је да сведем критику на тако површну оцену”. Роберт Бјанко из новина USA Today такође је хвалио Кранстона и Пола уз објашњење: „У серији је присутан хумор, поготово у Волтеровим настојањима да све објасни школском логиком, док је Пол фасцинантан у улози полуидиота. Али чак су и њихове заједничке сцене пуне напетости, поготово у оним тренуцима када откривају да је убити некога − чак и у самообрани − мрачан и прљав посао”.
Друга сезона серије такође је побрала хвалоспеве. Kритичар часописа Entertainment Weekly, Kен Такер, написао је: „Серија је фантастична и свежа метафора за средовечну кризу: били су потребни рак плућа и криминал како би се Волтер пробудио из своје предградске укочености, како би поновно доживео живот; како би се упуштао у ризике и опасности, како би радио ствари за које није ни знао да је способан да их ради. Наравно, ништа од овога не би функционисало да лика не тумачи добитник Емија Брајан Кранстон. Уз све елементе светлости и таме постоји нешто освежавајуће у овој серији: то је серија током чијег се гледања осећате добро, иако су њена радња односно ствари које ликови у њој чине врло, врло лоши.” Тим Гудман из магазина San Francisco Chronicle такође је хвалио серију: „Прве три епизоде друге сезоне које су нам послали из AMC-а настављају са једнаком квалитетом као и претходна сезона. Заправо, чини се да је Гилигенова одважна визија ојачала све који раде на пројекту. У свакој следећој епизоди може да се осети зрелост и јачање амбиције.” Признати аутор хорор романа Стивен Kинг хвалио је серију, упоређујући је са делима попут Твин Пикса и Плавог сомота.
Критичари су трећу сезону оценили још бољом од претходне. Магазин Тајм је истакао да се ради о „драми која је до свог врхунца одлучила да долази лагано, а не уз експлозије, што је због тог избора чини још бољом”. Newsday је написао да је и у трећој сезони Чиста хемија још увек најбоља телевизијска серија која остаје верна самој себи. Тим Гудман хвалио је сценарио, глуму и фотографију, а посебно „визуелну авантуристичност”. Што се визуелног идентитета тиче, Гудман је надодао: „Ради се о мешавини задивљујуће лепоте и запањујуће чудноватости”. Након што је емитована последња епизода треће сезоне, The A.V. Club је написао да је управо та сезона „једна од драматуршки најбољих телевизијских серија до сада, а оно што је чини толико узбудљивом није да се ради само о нечему 'добром', како је један критичар написао. Оно што ову серију чини перфектном јест чињеница да сценаристи у потпуности занемарују да се ради 'тек' о телевизијској серији.”
Четврта сезона добила је позитивне оцене готово свих критичара широм света. The Boston Globe прогласио ју је „фантастичном”. Новине Pittsburgh Post-Gazette оцениле су сезону „интелигентном и комплексном; серија је та која подиже на нови ниво уметнички квалитет телевизије као медија”. Многи критичари су четврту сезону прогласили једном од најбољих сезона телевизијских серија 2011. године. Часопис Тајм прогласио је реченицу Волтера Вајта „I am the one who knocks” (у слободном преводу „Ја сам тај који куца”) једном од најбољих телевизијских реченица те године. Pittsburgh Post-Gazette прогласио је серију најбољом из 2011. године уз напомену: „Чиста хемија једна је од ретких телевизијских серија која у развоју своје приче није направила ниједан погрешан корак”. The A.V. Club's у својој критици последње епизоде четврте сезоне истакао је да се ради о „фантастично примереном краја сезоне која је лагано долазила до свог крешенда, која је започела и током свог трајања настављала да приказује многе кризе које су решаване из недеље у недељу. Међутим, сада када су ствари разјашњене не значи да долази крај. Никад ништа није толико лако у серији као што је Чиста хемија.” Исти критичар наставио је са хваљењем сезоне и закључио: „Каква је то била сезона на телевизији − далеко од онога што би било ко од нас очекивао, а можда и заслужио.”
Оба дела пете сезоне побрала су хвалоспеве телевизијских критичара, а поготово је била хваљена епизода „Ozymandias”. Након завршетка емитовања серије, критичар Ник Харли сумирао је своје мишљење о истој: „Стручно написана, виртуозно режирана и одглумљена без грешке, Чиста хемија је све што желите и очекујете од драме. Критичари ће у следећих десет година разглабати о томе шта ју је учинило толико добром и великом, али разлога за то је безброј, а неки су већ и одавно написани.” Током последње сезоне серију је хвалио Џорџ Р. Р. Мартин, аутор признате серије књига Песма леда и ватре, а поготово је истакао епизоду „Ozymandias”: „Волтер Вајт веће је чудовиште од било кога у Вестеросу”. У својој критици за други део пете сезоне, Сет Амитин из IGN-а је написао: „Други део пете сезоне серије Чиста хемија вероватно је нешто најбоље што нам је телевизија као медиј икада пружила”, док је за епизоду „Ozymandias” додао: „Вероватно се ради о најбољој епизоди било које телевизијске серије коју сам имао прилике да погледам”. Џона Голдберг из National Review-а прогласио је серију „тренутно најбољом на телевизији, а можда чак и најбољом икада”. Ветерански глумац, сер Ентони Хопкинс, написао је отворено писмо у којем хвали глуму Брајана Кранстона и у њему истакнуо: „Ваш перформанс Волтера Вајта најбоља је глума коју сам икада у животу видео. Икада.” Такође је хвалио и остале чланове глумачке и филмске екипе. Писмо се први пут појавило на Фејсбук страници глумца Стивена Мајкла Кезаде (који у серији тумачи лик агента ДЕА, Стивена Гомеза), али упркос чињеници што је писмо врло брзо након тога склоњено, свеједно се проширило интернетом. Године 2013. Гинисова књига рекорда прогласила је Чисту хемију најбоље оцењеном телевизијском серијом свих времена, уз посебни нагласак на интернет страницу Метакритика где серија има просечну оцену 99/100 за последњу, пету сезону.

### Критицизам
Неки припадници закона и правне заједнице оптужују Чисту хемију за нормализацију или величање производње и употребе метамфетамина.

### Гледаност
Серија је премијерно приказана исте ноћи као и NFC и AFC шампионати у NFL плеј-офу 2008. године, што је била намерна одлука AMC-а у нади да ће заузети одраслу мушку гледаност одмах након планираног завршетка NFC мечева. Међутим, утакмица је прегазила своје временско ограничење, пресецајући временски интервал Чисте хемије у већем делу Америке. Као резултат, пилот епизода је имала само око 1,4 милиона гледалаца. Заједно са сталним штрајком сценариста, прва сезона није привукла толико гледаности колико су очекивали. Међутим, са наредним сезонама, гледаност се повећавала, избегавајући уобичајени тренд смањења гледаности који је имала већина серијских емисија. Оцене су се додатно повећале до четврте сезоне, јер су пре емитовања претходне сезоне додане на Нетфликс, повећавајући интересовање за серију. Чиста хемија се сматра првом таквом емисијом која је поновила интересовање због серије која је доступна на Нетфликсу. Друга половина финалне сезоне забележила је рекордну гледаност, а финале серије достигло је преко 10,3 милиона гледалаца.
| Сезона                  | Време емитовања | Број епизода | Премијера сезоне | Премијера сезоне                  | Завршетак сезоне    | Завршетак сезоне               | Просечан број гледаоца (у милионима) |
| Сезона                  | Време емитовања | Број епизода | Датум            | Гледаност премијере (у милионима) | Датум               | Гледаност финала (у милионима) | Просечан број гледаоца (у милионима) |
| ----------------------- | --------------- | ------------ | ---------------- | --------------------------------- | ------------------- | ------------------------------ | ------------------------------------ |
| Прва сезона             | Недеља, 22:00   | 7            | 20. јануар 2008. | 1,41                              | 9. март 2008.       | 1,50                           | 1,23                                 |
| Друга сезона            | Недеља, 22:00   | 13           | 8. март 2009.    | 1,66                              | 31. мај 2009.       | 1,50                           | 1,30                                 |
| Трећа сезона            | Недеља, 22:00   | 13           | 21. март 2010.   | 1,95                              | 13. јун 2010.       | 1,56                           | 1,52                                 |
| Четврта сезона          | Недеља, 22:00   | 13           | 17. јул 2011.    | 2,58                              | 9. октобар 2011.    | 1,90                           | 1,90                                 |
| Пета сезона (први део)  | Недеља, 22:00   | 8            | 15. јул 2012.    | 2,93                              | 2. септембар 2012.  | 2,78                           | 4,32                                 |
| Пета сезона (други део) | Недеља, 21:00   | 8            | 11. август 2013. | 5,92                              | 29. септембар 2013. | 10,28                          | 4,32                                 |

- Подаци гледаности за епизоде 7, 9, 10, 11 и 12 из друге сезоне су недоступни.

### Награде и номинације
Серија је добила велики број награда и номинација укључујући 16 престижних награда Еми уз свеукупно 58 номинација где је проглашена најбољом серијом године у два наврата − 2013. и 2014. године. Такође је освојила две награде Пибодy − једну 2008, а другу 2013. године. 
За улогу Волтера Вајта, глумац Брајан Кранстон је освојио четири награде Еми у категорији за најбољег главног глумца 2008, 2009, 2010. и 2014. године. Кранстон је такође освојио и награду TCA за најбољег драмског глумца 2009. године и три награде Сателит за најбољег глумца 2008, 2009. и 2010. године, као и телевизијску награду по избору критичара и награду Сатурн у истој категорији 2012. године. 
Арон Пол је освојио награду Еми три пута (2010, 2012. и 2014.) у категорији за најбољег споредног глумца. Пол је такође освојио и награду Сатурн 2010. и 2012. године у истој категорији. Глумица Ана Ган освојила је награду Еми у категорији за најбољу споредну глумицу два пута − 2013. и 2014. године. За свој рад на четвртој сезони, глумац Ђанкарло Еспозито освојио је телевизијску награду по избору критичара у категорији за најбољег споредног глумца у драмској серији. 
Године 2010. и 2012. Чиста хемија је освојила награду TCA за најбољу драмску серију, као и посебну награду за најбољи телевизијски програм 2013. године. Године 2009. и 2010. серија је освојила две награде Сателит у категорији за најбољу драмску телевизијску серију. Уз све то, Удружење сценариста Америке прогласио ју је најбољом телевизијском драмском серијом 2012. и 2013. године, а на својој листи „101 најбоље написана телевизијска серија у историји” поставио ју је на високо 13. место (те исте године серија је први пута освојила награду Еми у категорији за најбољу драмску серију). Свеукупно, од 262 номинације, серија Чиста хемија освојила је 110 разних награда и признања индустрије.

## Остали пројекти везани за серију
Након неколико дана спекулације, 13. марта 2013. године компанија Сони је потврдила снимање римејк серије Чиста хемија за шпанско говорно подручје под називом Metástasis, а у којој главне улоге тумаче Дијего Трухиљо као Волтер Бланко (Волтер Вајт) и Роберто Урбина као Хосе Мигел Росас (Џеси Пинкмен), уз Сандру Рејес и Хулијана Аранга у још непознатим улогама. Дана 2. октобра исте године службено је објављена листа глумаца који ће наступити у серији, а која је укључивала Рејесову као Сијело Бланко (Скајлер Вајт) и Аранга као Хенрија Навара (Хенк Шредер). Такође је објављено да ће се радња серије одвијати у Kолумбији, а да ће се лик Сола Гудмана у серији звати Сол Буено.
Још у априлу 2013. године, компаније AMC и Сони објавиле су да су изразито заинтересоване за креирање тзв. спин-оф серије чија ће се радња фокусирати на лик Сола Гудмана (Боб Оденкирк), а за чији развој ће бити задужени Винс Гилиген и један од сценариста, Питер Гулд. У септембру исте године AMC и Sony Pictures Television службено су најавиле серију Боље позовите Сола, радњом смештену пре догађаја описаних у серији Чиста хемија. Серија се фокусира на Солов живот Џимија Макгила, у раздобљу од шест година, пре него што је постао адвокат Волтера Вајта. Поред Оденкирка, Џонатан Бенкс и Ђанкарло Еспозито репризирају своје улоге, док су се неки ликови из Чисте хемије појавили као гости у овој серији. Нове ликове у овој серији тумаче Рија Сихорн, Патрик Фабијан, Мајкл Мандо, Мајкл Макин и Тони Далтон. Серија је емитована од 8. фебруара 2015. до 15. августа 2022. године.
У јулу и августу 2013. године, у јеку развоја разних игара, промо материјала, тзв. подкастова и осталих медијских елемената, AMC је на службеној страници серије објавио дигитални стрип назива Breaking Bad: All Bad Things. Стрип у принципу „рекапитулира прве четири и по сезоне Волтеровог преображења из средовечног професора хемије у нарко-краља.”
У раздобљу од 11. августа до 29. септембра 2013. године, емитовано је осам епизода ток-шоуа названог Talking Bad на телевизијској мрежи AMC одмах након емитовања сваке епизоде другог дела пете сезоне. Водитељ емисије Крис Хардвик, заједно са својим гостима који су укључивали особе из јавног живота које су биле обожаваоци серије, али и чланове глумачке и сниматељске екипе серије дискутовали су о свакој појединачној епизоди одмах након њиховог емитовања. Емисија Talking Bad инспирисана је успехом другог ток-шоуа назива Talking Dead (чији је водитељ такође био Хардвик), а која се емитовале сваке недеље одмах након приказивања нове епизоде серије Окружен мртвима.
У октобру 2013. године, њујоршки композитор Сунг Јин Хонг најавио је своју жељу за креирањем опере инспирисане епизодом „Ozymandias”.
У марту 2017. године, двојица обожаваоца серије из Француске (филмски редитељ Лукас Стол и графички дизајнер Гејлор Морестин) монтирали су и објавили двосатни филм који је састављен од круцијалних делова приче комплетне серије. Филм је побрао помешане критике; Полигон га је прозвао „поприлично добрим двосатним радом”, док га је Вокс описао као „филм који може функционисати, али само до одређеног нивоа. На крају, ради се о гледљивом и занимљивом филму, али поприлично огољеном. Свом гледаоцу, филм даје основну структуру заплета серије Чиста хемија − средњошколски професор болује од рака и постаје нарко-краљ Албукеркија − али изоставља дубљи развој радње, односе ликова, а поготово повезаности и мотивације. Већина Волтеровог и Џесијевог односа није приказана, због чега гледалац добива дојам да су све њихове акције и реакције један на другог поприлично насумичне и нагле. Волтерова супруга Скајлер и његов пашеног Хенк нешто су боље приказани, али корени њихових односа такође су сведени на минимум”. Двојица аутора филма описали су своје дело као „студентски пројект који се претворио у апсолутну страст” и додали су да су им биле потребне „две године непроспаваних ноћи и бескрајне монтаже” како би га завршили.

## Филмски наставак
Гласине о филму Чиста хемија, под радним насловом Greenbrier, појавиле су се почетком 2018. године. Филм је званично најављен у фебруару 2019. године, а касније је откривено да ће бити назван Ел Камино: Чиста хемија филм. Филм је објављен ексклузивно на Нетфликсу 11. октобра 2019, а емитован је на AMC-у 16. фебруара 2020. године. У филму главну улогу тумачи Арон Пол, који се вратио својој улози Џесија, а радња прати догађаје након финала серије, док овај лик тражи своју слободу.

## Утицај серије

### Култ следбеника
Године 2015, аутор серије Винс Гилиген јавно је замолио обожаваоце серије да престану да покушавају да понове сцену у којој Волтер љутито баца пицу на кров своје куће, након што је Скајлер одбила да га пусти натраг у њихов дом. Гилиген је ово изјавио након што се неколико власника кућа жалило на сличне ситуације. Глумац Брајан Кранстон поновио је своју улогу из серије у реклами за Esurance која се емитовала током Супербоула XLIX, недељу дана пре премијере серије Боље позовите Сола.

### Читуља и сахрана Волтера Вајта
Група обожаваоца серије је 4. октобра 2013. године у новинама Albuquerque Journal платила објаву читуље за Волтера Вајта. Дана 19. октобра исте године, на гробљу у Албукеркију одржана је лажна сахрана, која је укључивала мртвачка кола и реплику возила које је у првих пар сезона служило као лабораторија за кување метамфетамина. На гробно место постављена је биста са фотографијом Брајана Кранстона у лику Волтера Вајта. Премда су неки становници изражавали своје негодовање, од улазница за погреб прикупљено је готово 17 хиљада долара које су искоришћене за локалну добротворну установу „Healthcare for the Homeless” (у слободном преводу „здравствена заштита за бескућнике”).

### Алтернативне теорије у вези завршетка серије
Многи обожаваоци серије Чиста хемија, укључујући и глумца Норма Макдоналда и списатељицу из Њујорка, Емили Нусбаум као једну од теорија изложили су да се већина последње епизоде серије догађа у Волтеровом уму и да је он заправо умро у украденом аутомобилу Волво на почетку епизоде. Док је Нусбаумова само претпоставила да би за њу то био бољи завршетак целе приче, Макдоналд је ставио нагласак на потпуно нереални ток догађаја Волтеровог последњег дана, као и на, по његовом мишљењу, лошију глуму. Међутим, аутор серије Винс Гилиген негирао је обе теорије објашњењем да Волтер не би могао да зна неколико ствари које су се догодиле (нпр. чињеницу да се Џеси налази у заробљеништву Џекове банде или да је Тод започео да одлази на састанке са Лидијом у вези продаје дроге).